# Sapromyza urbana
Sapromyza urbana är en tvåvingeart som beskrevs av Malloch 1927. Sapromyza urbana ingår i släktet Sapromyza och familjen lövflugor. Inga underarter finns listade i Catalogue of Life.